# Friedrich Hirth
Friedrich Hirth (Tonna, 16 aprile 1845 – Monaco di Baviera, 10 gennaio 1927) è stato un sinologo tedesco.

## Biografia
Fu educato alle università di Lipsia, Berlino e Greifswald (dottorato, 1869). Lavorò nel servizio doganale marittimo cinese dal 1870 al 1897. Nel 1902, il professor Hirth fu nominato professore di cinese alla Columbia University (New York City).
Prima della seconda guerra mondiale, una collezione di manoscritti cinesi e libri stampati realizzati da lui era nella Biblioteca di Stato di Berlino, e un'altra di porcellane di notevole importanza storica nel Museo di Gotha; gran parte della collezione che si trovava nella Biblioteca di Stato di Berlino è ora e a Cracovia.

## Opere
- The Hoppo-Book of 1753, vol. 17.
- China and the Roman Orient: Researches into their Ancient  and Mediœval Relations as Represented in Old Chinese Records (1885)
- Ancient Porcelain: A Study in Chinese Mediœval Industry and Trade (1888)
- Text-Book of Documentary Chinese (two volumes, 1885–88) 
  - Hsin-kuan wên-chien-lu: text book of documentary Chinese, with a vocabulary for the special use of the Chinese customs service (1885)
  - 新關文件錄 (1909)
- Notes on the Chinese documentary style (1888)
- Notes on the Chinese documentary style (1888)
- Chinesische Studien, volume i (1890)
- Index of the Characters in Dr. Hirth's "Text Book of Documentary Chinese," Arranged by Their Radicals: With a List Giving Their Tones (1892)
- Ueber fremde Einflüsse in der chinesischen Kunst (1896)
- Scraps from a Collector's Note-book, Being Notes on Some Chinese Painters of the Present Dynasty, with Appendices on Some Old Masters and Art Historians (1905)
- Syllabary of Chinese sounds (1907)
  - Research in China ...: pt. 1. Descriptive topography and geology, by Bailey Willis, Eliot Blackwelder, and R.H. Sargent. pt. 2. Petrography and zoology, by Eliot Blackwelder. Syllabary of Chinese sounds, by Friedrich Hirth (1907)
  - Chinese metallic mirrors: with notes on some ancient specimens of the Musée Guimet, Paris (1907)
- Research in China ...: pt. 1. Descriptive topography and geology, by Bailey Willis, Eliot Blackwelder, and R.H. Sargent. pt. 2. Petrography and zoology, by Eliot Blackwelder. Syllabary of Chinese sounds, by Friedrich Hirth (1907)
- Research in China ...: Systematic geology, by Bailey Willis (1907)
- The Ancient History of China (1908) 1911 edition
- CHAU JU-KUA: His Work on the Chinese and Arab Trade in the twelfth and thirteenth Centuries, entitled Chu-fan-chï, Translated from the Chinese and Annotated by FRIEDRICH HIRTH and W. W. ROCKHILL, (1911) with W. W. Rockhill
- Research in China ... (1913)
- The Story of Chang K'ie'n, China's Pioneer in Western Asia (1917)
- Native sources for the history of Chinese pictorial art (1917)